# Шиховське сільське поселення
Ши́ховське сільське поселення (рос. Шиховское сельское поселение) — адміністративна одиниця у складі Слободського району Кіровської області Росії. Адміністративний центр поселення — присілок Шихово.

## Історія
Станом на 2002 рік на території сучасного поселення існували такі адміністративні одиниці:
- Шиховський сільський округ (присілки Бабічі, Балабани, Барамзи, Борові, Верхні Булдаки, Головізніни, Запивалови, Зоніха, Кінець, Кузнеці, Лубні, Машкачі, Моргунови, Наваліхіни, Нагорена, Нижні Булдаки, Нікульчино, Пантелеєви, Підберези, Підлевські, Рожки, Семаки, Семеніхіни, Сілянови, Столбово, Суднішнікови, Суворови, Сунцови, Трушкови, Шихово, Шмагіни)

Поселення було утворене згідно із законом Кіровської області від 7 грудня 2004 року № 284-ЗО у рамках муніципальної реформи шляхом перетворення Шиховського сільського округу.

## Населення
Населення поселення становить 3266 осіб (2017; 3171 у 2016, 2996 у 2015, 2863 у 2014, 2730 у 2013, 2654 у 2012, 2547 у 2010, 2461 у 2002).

## Склад
До складу поселення входять 31 населений пункт:
| Населений пункт          | Населення, осіб (2002) | Населення, осіб (2010) |
| ------------------------ | ---------------------- | ---------------------- |
| Бабічі, присілок         | 21                     | 10                     |
| Балабани, присілок       | 3                      | 3                      |
| Барамзи, присілок        | 14                     | 11                     |
| Борові, присілок         | 3                      | 5                      |
| Верхні Булдаки, присілок | 5                      | 6                      |
| Головізніни, присілок    | 4                      | 8                      |
| Запивалови, присілок     | 2                      | 0                      |
| Зоніха, присілок         | 847                    | 847                    |
| Кінець, присілок         | 13                     | 11                     |
| Кузнеці, присілок        | 6                      | 7                      |
| Лубні, присілок          | 30                     | 38                     |
| Машкачі, присілок        | 5                      | 34                     |
| Моргунови, присілок      | 1                      | 3                      |
| Наваліхіни, присілок     | 7                      | 4                      |
| Нагорена, присілок       | 2                      | 18                     |
| Нижні Булдаки, присілок  | 39                     | 33                     |
| Нікульчино, присілок     | 9                      | 23                     |
| Пантелеєви, присілок     | 20                     | 72                     |
| Підберези, присілок      | 8                      | 12                     |
| Підлевські, присілок     | 205                    | 200                    |
| Рожки, присілок          | 1                      | 3                      |
| Семаки, присілок         | 60                     | 72                     |
| Семеніхіни, присілок     | 19                     | 13                     |
| Сілянови, присілок       | 3                      | 4                      |
| Столбово, присілок       | 91                     | 82                     |
| Суворови, присілок       | 38                     | 38                     |
| Суднішнікови, присілок   | 2                      | 2                      |
| Сунцови, присілок        | 169                    | 165                    |
| Трушкови, присілок       | 75                     | 67                     |
| Шихово, присілок         | 746                    | 750                    |
| Шмагіни, присілок        | 13                     | 6                      |